# Józef Lubomirski (wojewoda czernihowski)
Józef Lubomirski herbu Szreniawa bez Krzyża (ur. 1676 w Czernichowie, zm. 11 czerwca 1732 w Przeworsku) – właściciel Przeworska i Jarosławia,  od 1720 starosta cieszkowski, od 1726 wojewoda czernihowski, senator, generał wojsk saskich i polskich.
Był synem Stanisława Herakliusza Lubomirskiego oraz jego drugiej żony Elżbiety z Denhoffów, bratem Teodora i bratem przyrodnim Elżbiety Sieniawskiej. W 1705 wysłała go siostra do Paryża celem uzupełnienia edukacji. W latach 1705–1706 uczył się on w tamtejszym kolegium jezuickim. W 1711 r. żoną jego została Katarzyna Bełżecka (zm. 1713). W 1720 Józef sprzedał Michałowi Urbańskiemu dobra w Cisnej wniesione przez nią w posagu.
W 1715 drugą żoną została Teresa Mniszech herbu własnego (1690–1746). Z tego małżeństwa na świat przyszło troje dzieci. Synowie: Antoni Lubomirski – właściciel Boguchwały i Przeworska i Stanisław Lubomirski –  marszałek wielki koronny oraz córka 
Anna Lubomirska (1720–1763) wydaną za mąż za Wacława Rzewuskiego hetmana wielkiego koronnego.
Zmarł w 1732 r. Spoczął w podziemiach kaplicy Bożego Grobu przy bazylice kolegiackiej w Przeworsku.